# Stabelle

Stabelle

Die Stabelle, auch Bauernstuhl oder Brettstuhl, in alemannischer Mundart auch Sidele, ist ein Stuhl mit vier schrägen Beinen, die in einer mit einem Schwalbenschwanz eingenuteten Gratleiste stecken. Durch diese Konstruktion kann das massive Sitzblatt arbeiten, ohne dass es sich verzieht. Die Stabelle hat oftmals eine dekupierte, geschnitzte Rückenlehne, die in das Sitzbrett eingelassen und unten verkeilt wird. Traditionell steht das Rücklehnenblatt zur Stabilisation an den hinteren Beinen an. Das führt dann zu zwei Schlitzen im Sitzbrett. Man findet heute allerdings eher die Konstruktion mit nur einem Schlitz im Sitzbrett.
Eine vor allem in der Innerschweiz und dem Kanton Graubünden verbreitete Form der Stabelle ist ohne Gratleisten konstruiert. Die leicht konischen, langen, schlanken, vier- oder achteckigen Beine sind am Ende zu einem runden Zapfen geschnitzt, der in der Mitte gespalten ist. Der Zapfen ist in ein ganz durchgebohrtes Loch so ins Sitzbrett eingelassen, dass er an der Oberfläche sichtbar ist. In die gespaltene Mitte des Zapfens wird ein Keil getrieben, so dass das Stuhlbein vollkommen fest im Sitzbrett steckt.
Die Stabelle löste ab dem 16. Jahrhundert auf dem Land den Hocker als alltägliches Sitzmöbel ab.
Das Wort geht – wie das verwandte italienische sgabello – auf lateinisch scabellum ‚Schemel‘ zurück, woraus sich die heutigen schweizerdeutschen Lautvarianten Schkabälle, Schabälle und Stabälle entwickelt haben. Letztere beide sind Einpassungen des der deutschen Sprache fremden Anlauts Schk- in das alemannische Lautsystem. In der schweizerhochdeutschen Standardsprache kommt nur die dritte Variante vor.

## Galerie

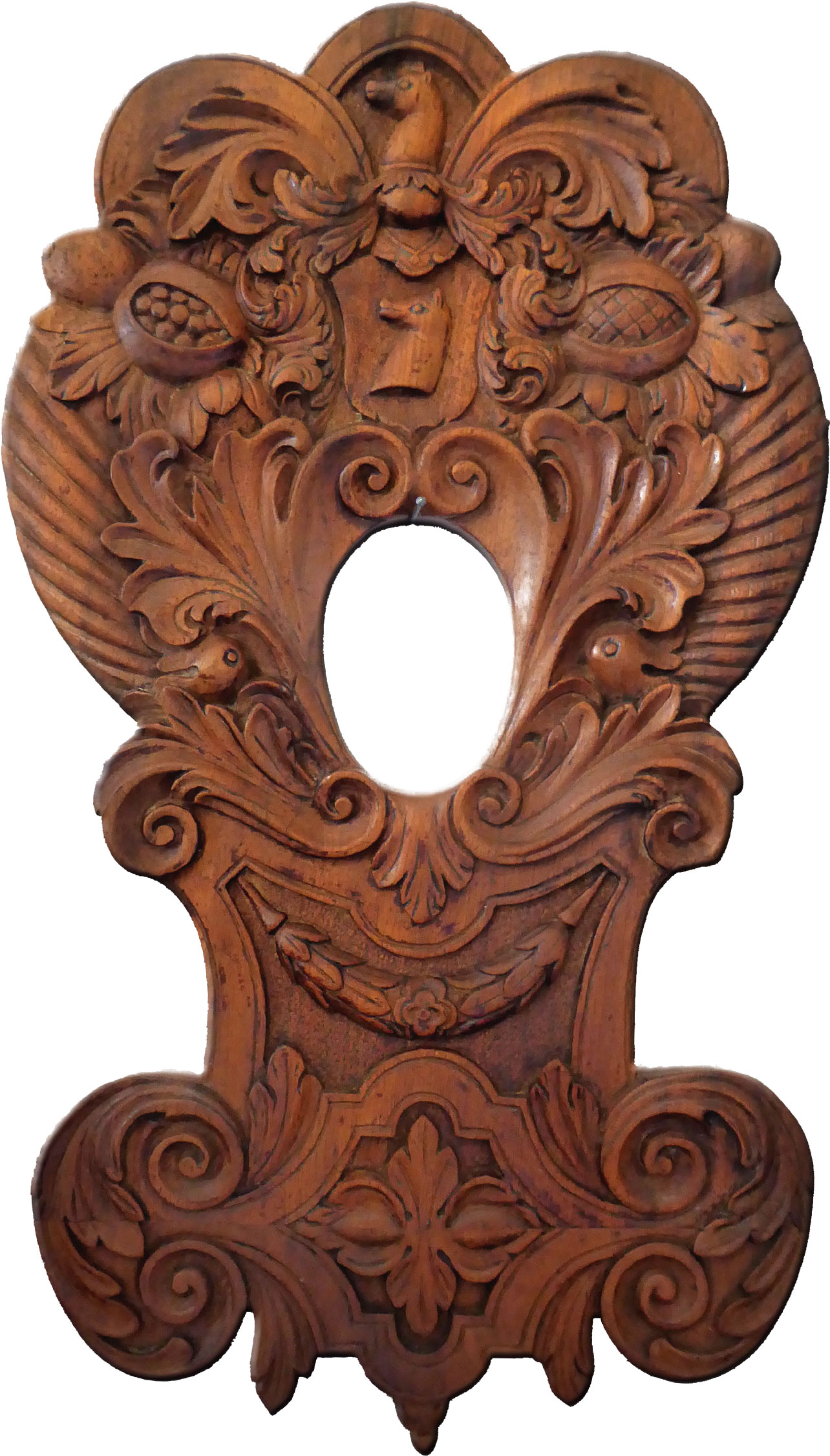
Rückenlehne 18. Jh.
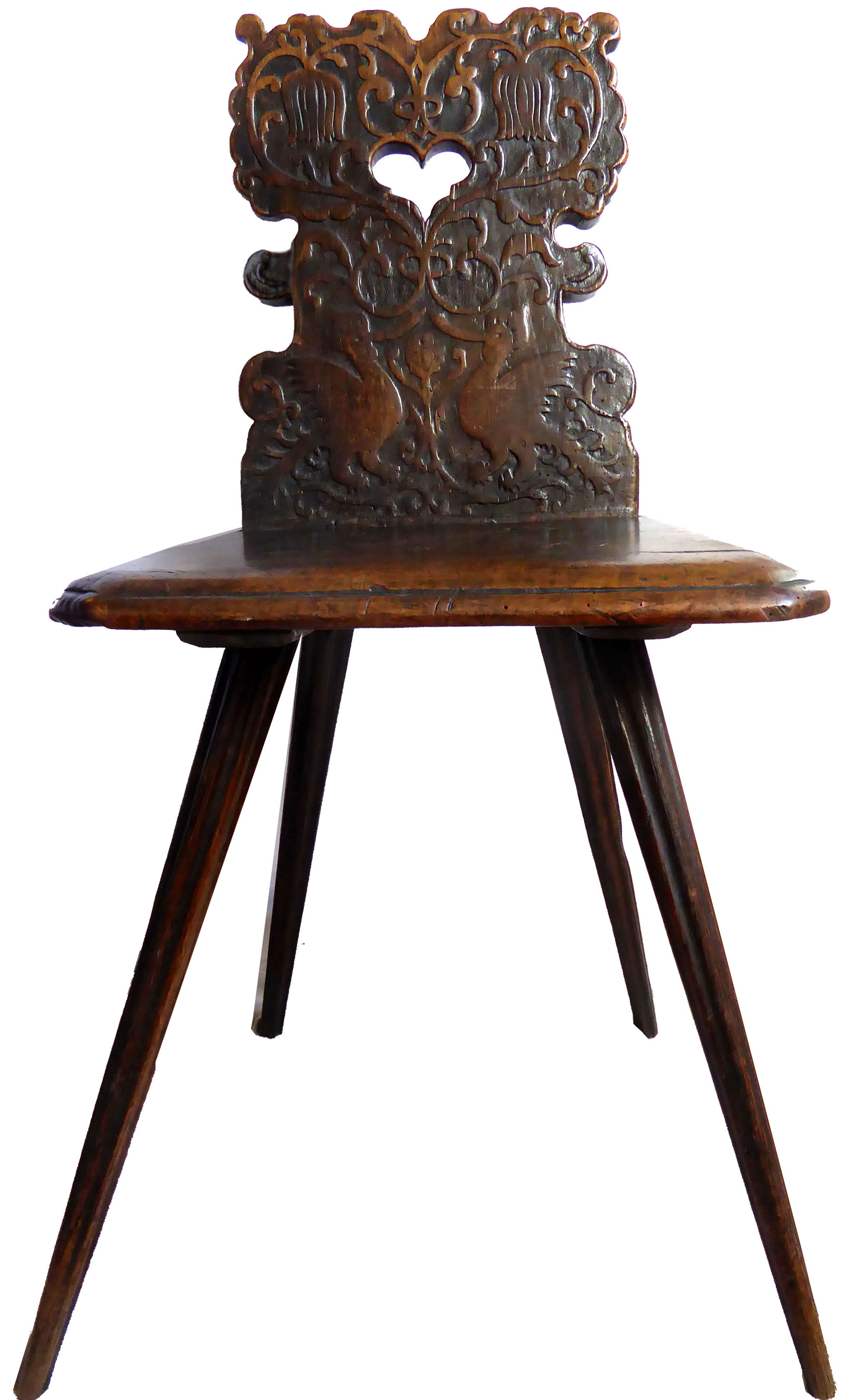
Brettstuhl 17. Jh.
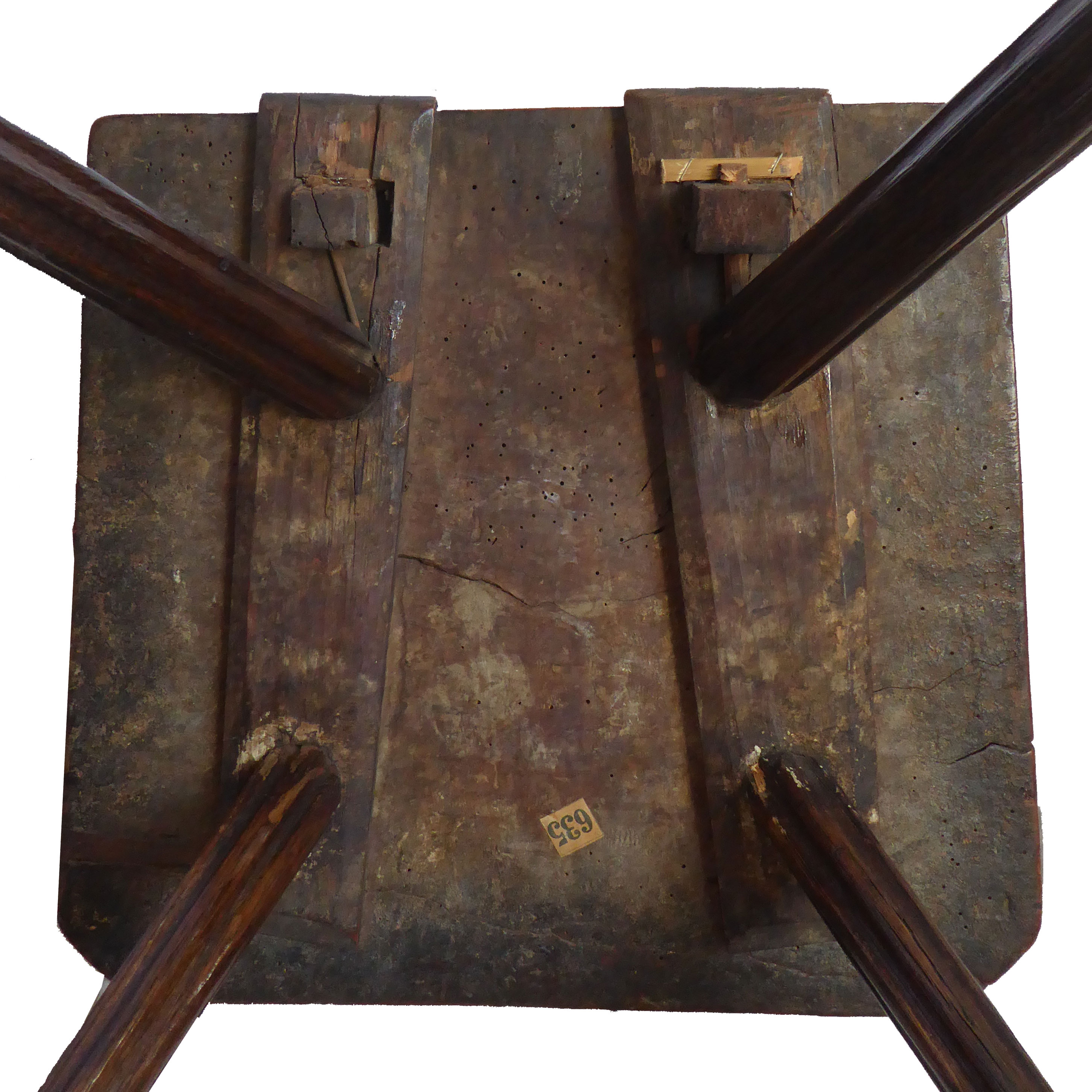
Gratleisten und Verzapfung
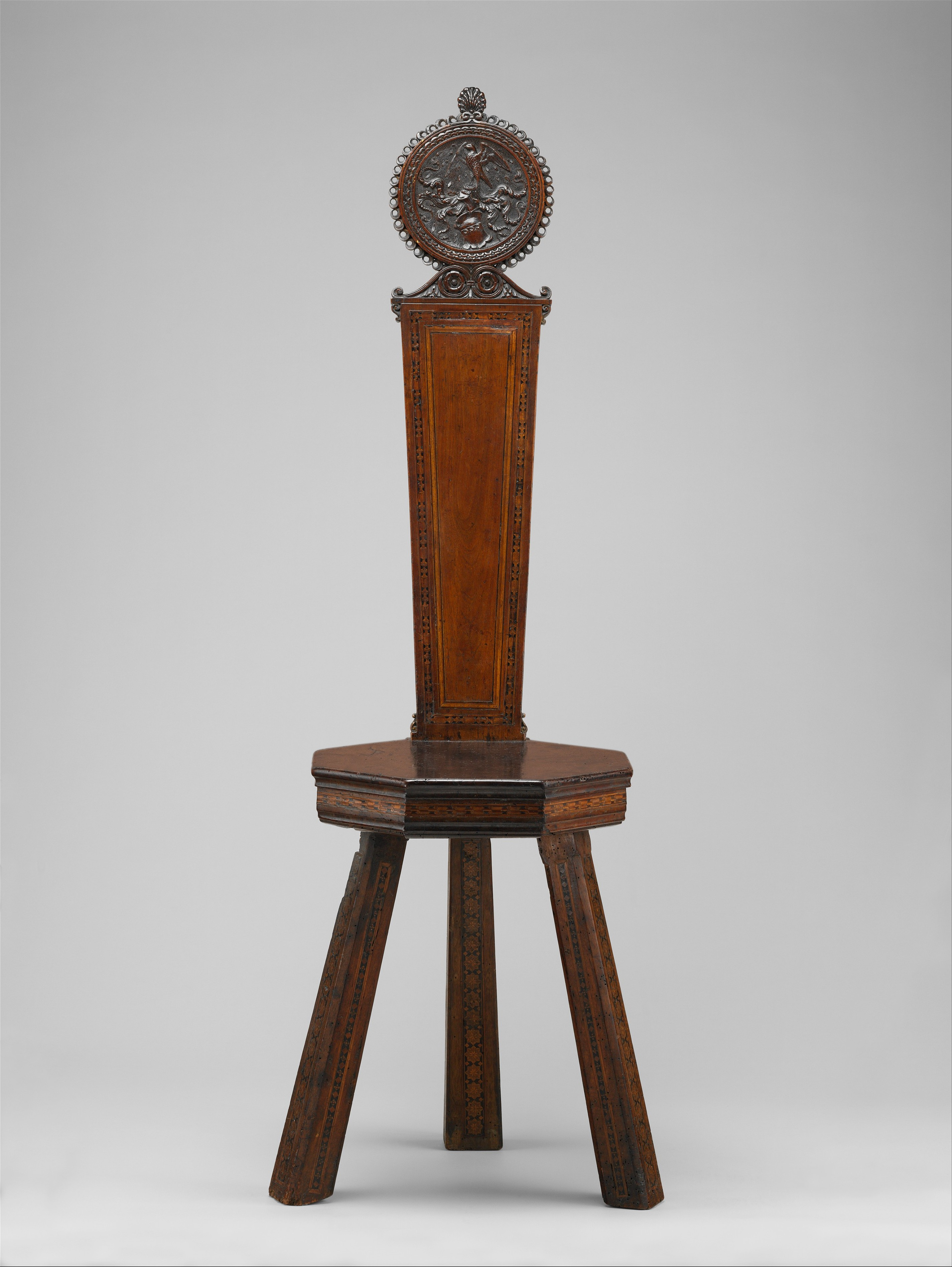
Sgabello Florenz 15. Jh.
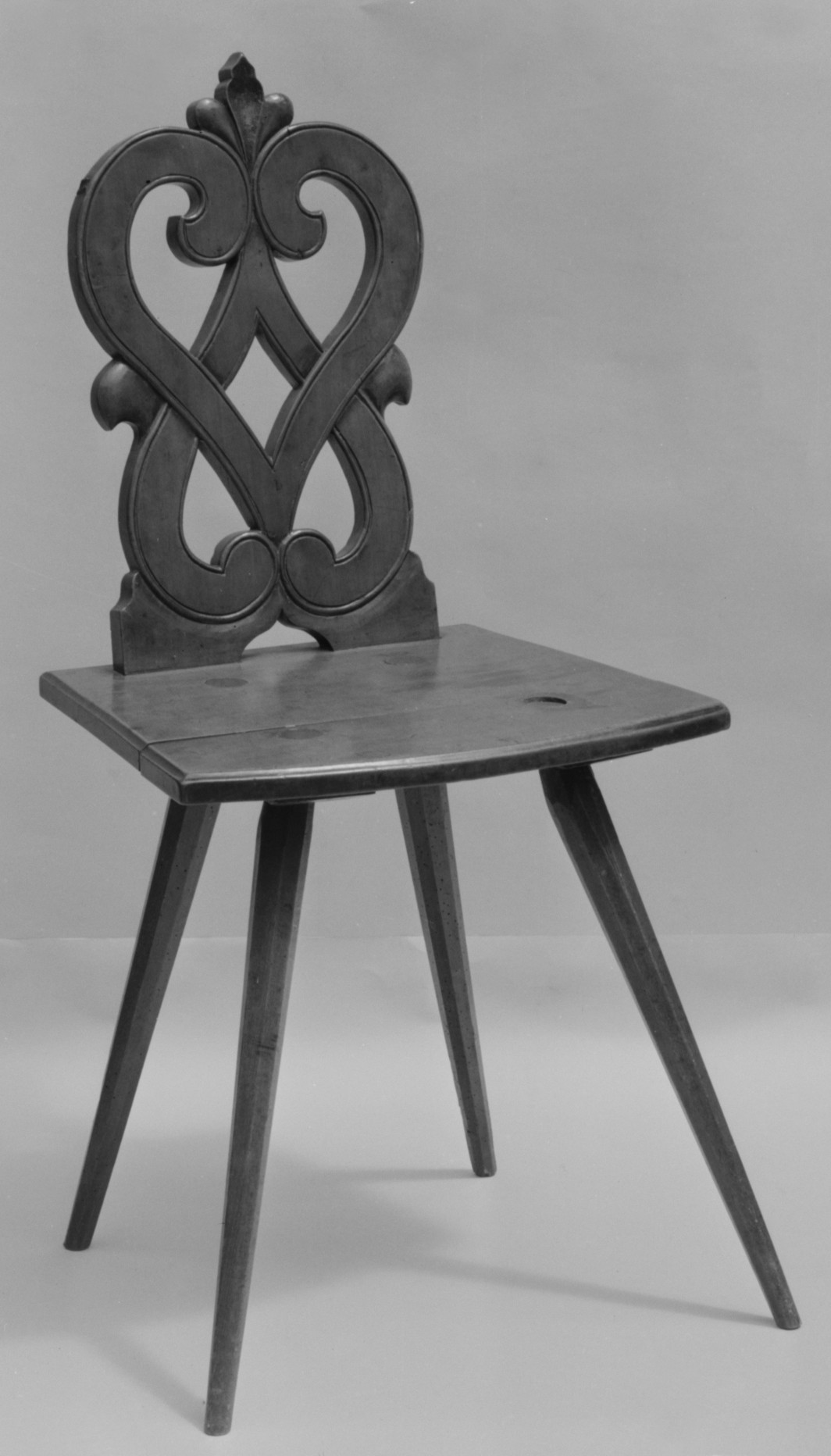
Schweiz 18. Jh.